# Rosa de Sarom

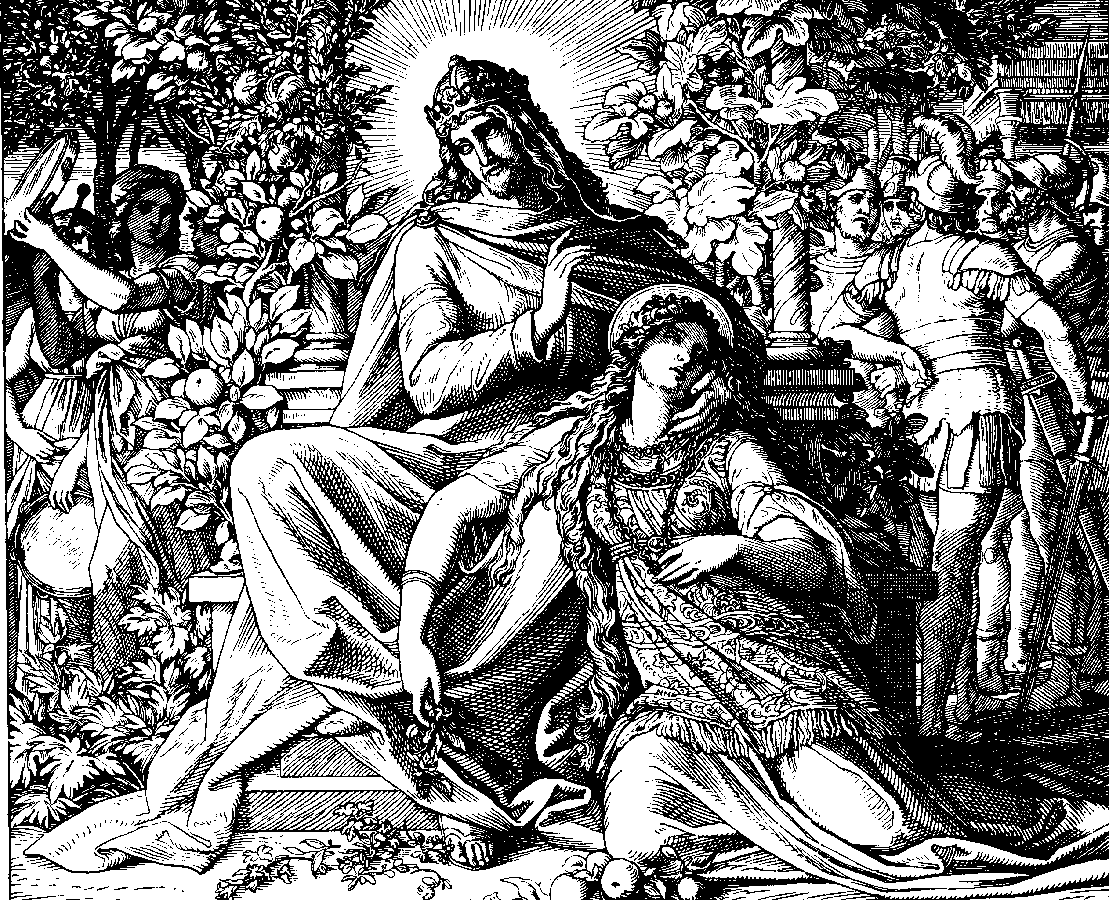
Gravura para Die Bibel in Bildern, Cântico de Salomão: Rosa de Sarom. Por Julius Schnorr von Carolsfeld (1860)

A comumente chamada rosa de Sarom ou flor de Sarom (em hebraico: חֲבַצֶּלֶת הַשָּׁרוֹן; transliteração: havatzélet hasharón), também aparecendo frequentemente sob a tradução "flor do campo" (flos campi), é uma expressão bíblica, embora a identidade da planta referida não seja clara e seja contestada entre os estudiosos da Bíblia. Não havia espécies de rosa em Israel nos tempos bíblicos. Tornou-se um nome comum para diversas espécies de plantas com flores que são valorizadas em diferentes partes do mundo. Em nenhum caso se refere a rosas reais. A aplicação coloquial variada do nome tem sido usada como um exemplo da falta de precisão dos nomes comuns, o que pode causar confusão. "Rosa de Sarom" se tornou um bordão frequentemente usado em poesias e letras.

## Origens bíblicas
O nome "[flor] de Sarom" aparece pela primeira vez em hebraico no Tanakh, no Shir Hashirim (Cântico dos Cânticos) 2:1, em que o orador (o amado) diz: "Eu sou a [flor] de Sarom, um [lírio] do vale". A frase hebraica חבצלת השרון (romanizada ḥăḇaṣṣeleṯ haššārōn) foi traduzida na Septuaginta como ἐγὼ ἄνθος τοῦ πεδίου (egó anthos tou pedíou; "eu sou a flor do campo/planície"), e na Vulgata ego flos campi ("eu sou a flor do campo"). Antes, a única outra ocorrência de havatzélet (mas sem referência a Sarom) aparece também em Isaías 35:1: "Alegrem-se o deserto e a terra seca, / rejubile-se a estepe e floresça;/ como havatzélet".
Etimologistas provisoriamente tentaram identificar o termo חבצלת com as palavras בצל beṣel , significando "bulbo", e חמץ ḥāmaṣ (também transliterada chametz), provavelmente significando "pungente" ou "esplêndida". Atualmente, alguns estudiosos insistem em traduzir ḥăḇaṣṣeleṯ como "um bulbo brotando", levando em consideração diferentes versões linguísticas e léxicos na análise.
"Rosa de Sarom" tornou-se uma opção de tradução muito corrente a partir das traduções inglesas, aparecendo pela primeira vez em inglês na versão do Rei Jaime (1611). Esse uso principalmente se espalhou a nível global por meio da Nova Versão Internacional, vertida a diversos idiomas. Mas já aparecia antes como "rosa" nas traduções de Lutero (1524 e 1545), na Grande Bíblia (1539), Bíblia de Genebra (1560), e na tradução de Casiodoro de Reina (1569); e especificamente como "rosa de Sarom" na tradução francesa de Corneille Bonaventure Bertram (1587-1588), na espanhola de Cipriano de Valera (1602) e na italiana de Giovanni Diodati (1607).
Porém a rosa que conhecemos hoje, no sentido botânico, não é explicitamente atestada na Bíblia Hebraica e não crescia na antiga Israel. "Rosa de Sarom" aparece também como termo usado na Nova Versão Padrão Revisada, Bíblia de Plêiade, American Standard Version e New Living Translation; Geraldo Holanda Cavalcanti afirma que esta tradução não parece justificada. Há também quem afirme que as traduções inglesas que empregaram a palavra "rosa" optaram pelo recurso poético da explicitação. Por outro lado, há um estudo comparativo que justifica a "invenção" do uso da palavra "rosa" nesse trecho, com base na evidência semântica e filológica do processo histórico de retradução: há polissemia desde a antiguidade na escolha da tradução do termo em Cântico dos Cânticos, por exemplo no uso da palavra grega calyx por Áquila de Sinope (século II), como metonímia do cálice ou broto de flor, mas que na época podia também significar "rosa". Jerônimo considerou que a palavra usada por Áquila significava "rosa", mas rejeitou esse uso, optando por traduzir habatseleth como "flor".
O frei Luis de León, no século XVI, afirmou que o termo bíblico se referia a rosa, mas de uma espécie particular "em cor negra, mas muito formosa, e de gentil odor. E cai bem que se compare a esta, porque como parece do que temos dito, a Esposa afirma de si, que ainda que seja formosa, é um tanto morena". Esse trecho também pode ter inspirado a poeta Fiama Brandão ao escrever sobre a "rosa negra".
Na tradução de João Ferreira de Almeida, na Bíblia Ave Maria, Bíblia de Jerusalém e Tradução Ecumênica da Bíblia, ela é traduzida como "narciso".

Há ambiguidade também no referente do termo "Sarom" (Sharon), que metonimicamente indica tanto para a planta quanto para uma planície. A planície de Sarom é comumente identificada por intérpretes como sendo o vale que se estende do Monte Tabor ao Carmelo, podendo ser ou a planície de Jezreel ou de Esdrelom. Na opinião de vários autores, esse termo se referiria a uma localização geográfica precisa. Segundo Dianne Bergant, em tempos antigos era uma planície muito produtiva, estendendo-se pela costa do mar Mediterrâneo entre Jafa e Cesareia. Já segundo outros, pode significar simplesmente de modo genérico toda a planície costeira ou ser um substantivo comum para indicar simplesmente qualquer planície.

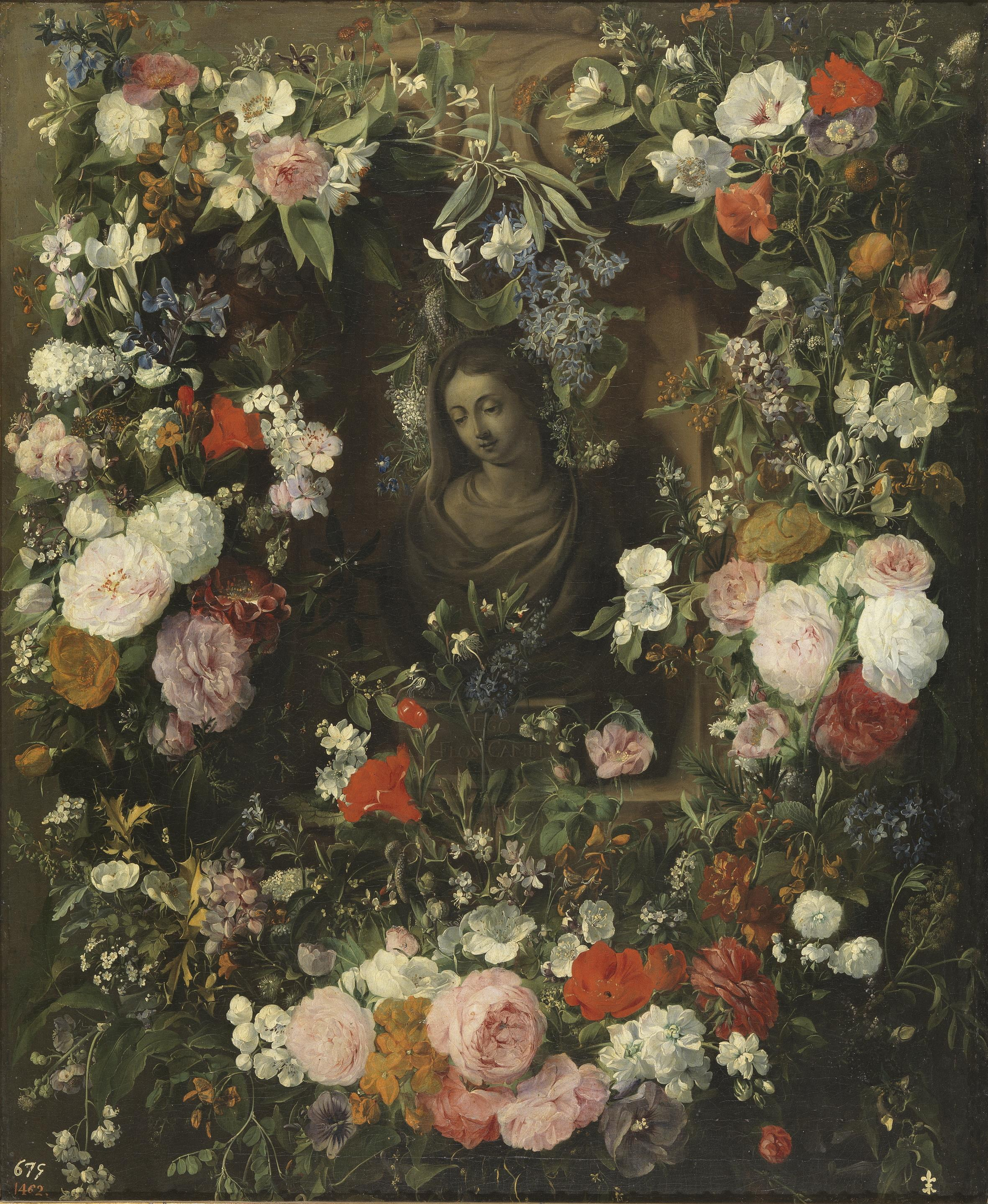
Busto da Virgem Maria em uma Guirlanda, c. 1670–90, por Nicolaes van Verendael. A inscrição na parte de baixo, "Ego flos campi", equaciona Maria com a flor de Sarom

As versões da Septuaginta e Vulgata (simplesmente como "flor" ou "flor do campo") conferem uma conotação de simplicidade e florescimento do campo. A maioria dos intérpretes afirma que o versículo em Cântico dos Cânticos estaria expressando a humildade de Sulamita, que se demonstraria como simples flores após os elogios hiperbólicos de Salomão. Há porém a interpretação de que a flor serviria para exaltação e revelação de glória: Ariel e Chana Bloch, e também Dianne Bergant, apontam como tanto a flor de Sarom, quanto o lírio do vale no mesmo trecho, aparecem como flores simbólicas da restauração gloriosa de Israel, em Isaías 35:1- 2 e Oseias 14:6. Assim, a Sulamita estaria afirmando sua beleza com duas flores que são epítomes simbólicas da florescência. Segundo Adele Berlin, qualquer que seja a flor, seu florescer contrasta com a aridez do deserto.
Na interpretação cristã, o Cântico dos Cânticos é frequentemente interpretado alegoricamente como representando o amor entre Cristo e a Igreja, em que esta é representada por Sulamita (a "noiva"), e a flor de Sarom é entendida como símbolo de beleza, pureza e amor; mas também como símbolo de Jesus em si, como a mais bela das flores, aparecendo como motivo em diversas músicas e na arte em geral como expressão da devoção e adoração do Cristo. Em um manuscrito do século XIV, Gabriel von Lebenstein identifica a "flor do campo" também com Maria, mãe de Jesus.

## Tentativas de identificação

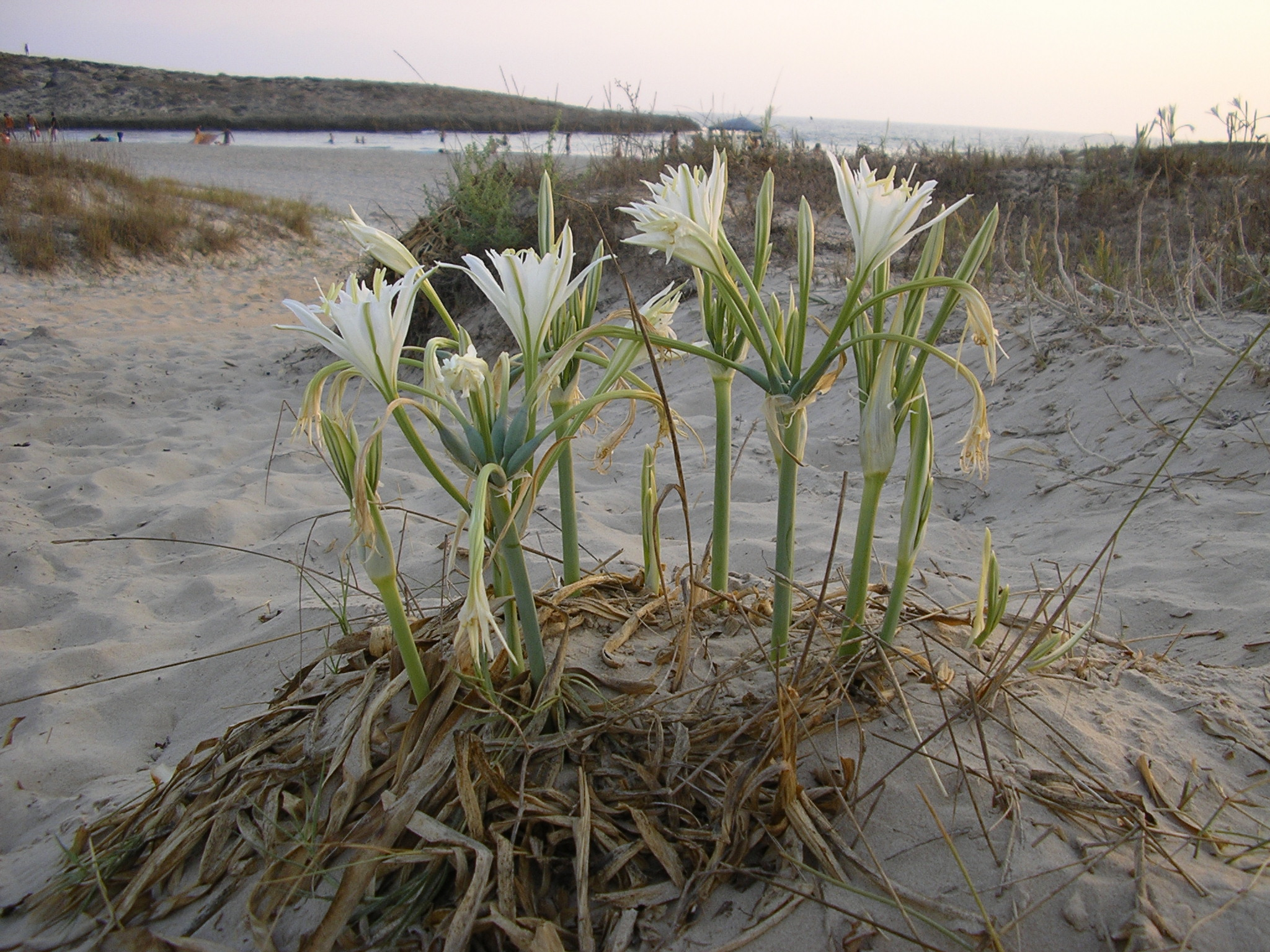
Pancratium maritimum em Israel

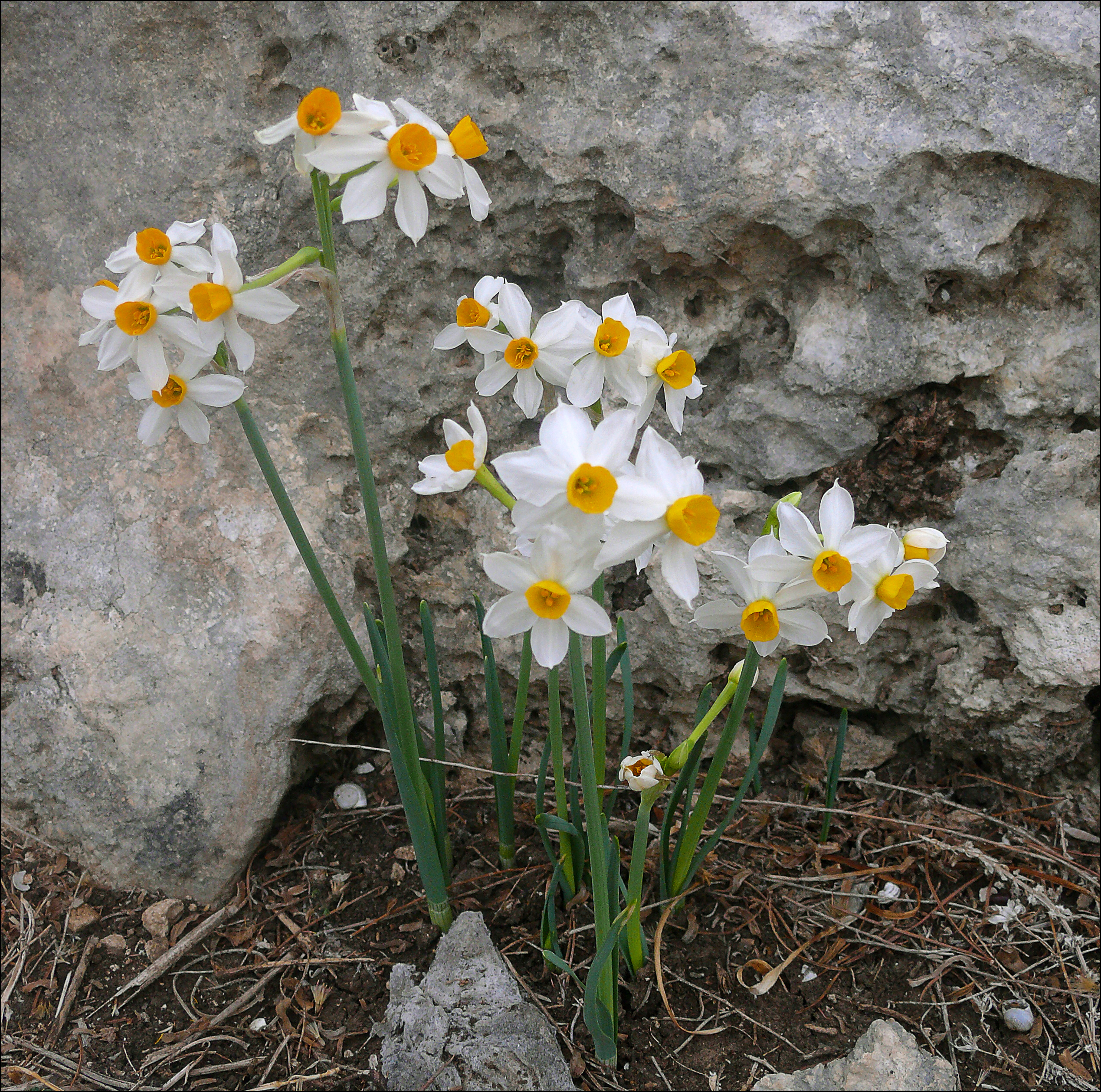
Narcissus tazetta em Israel

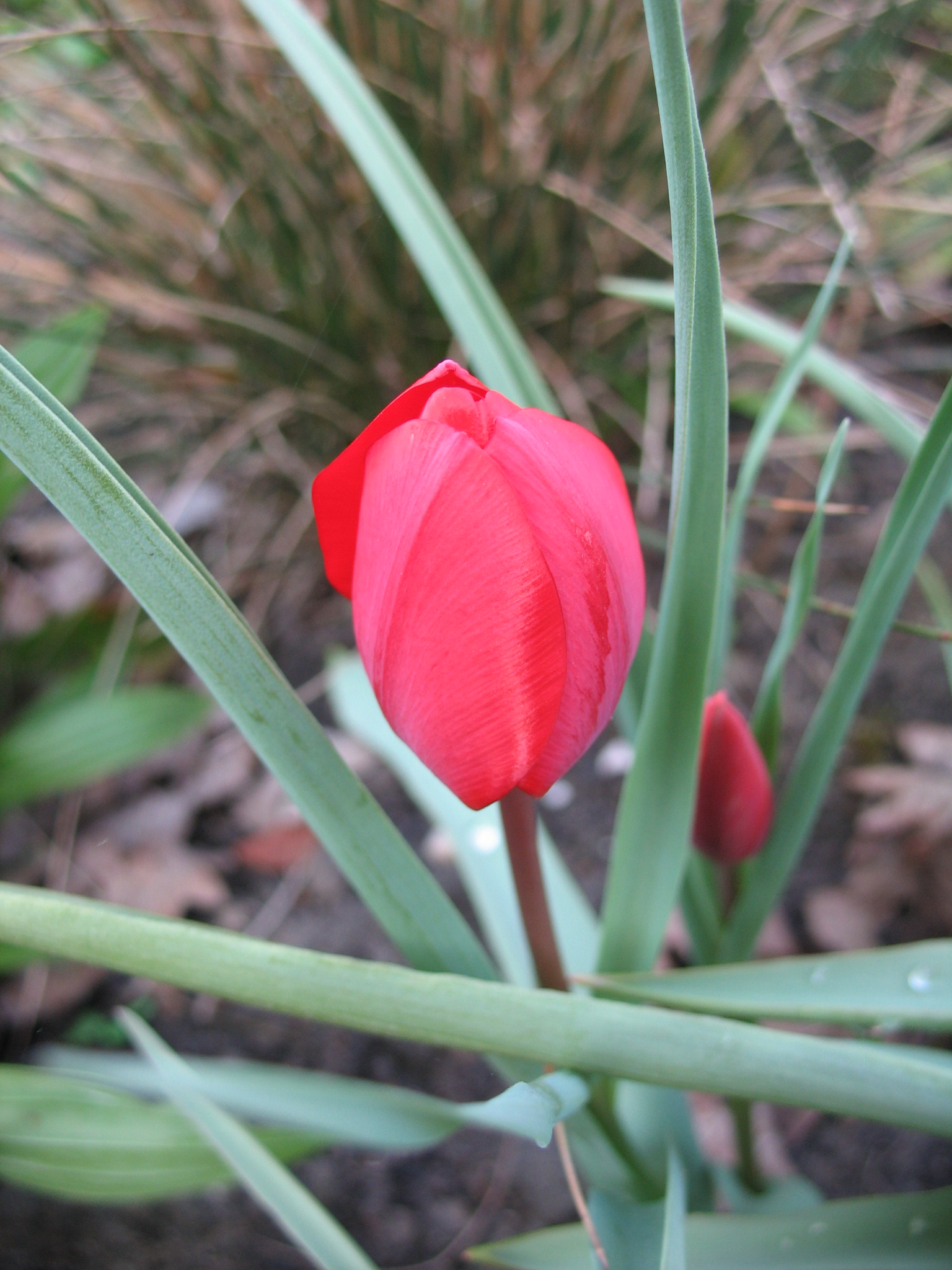
Tulipa montana

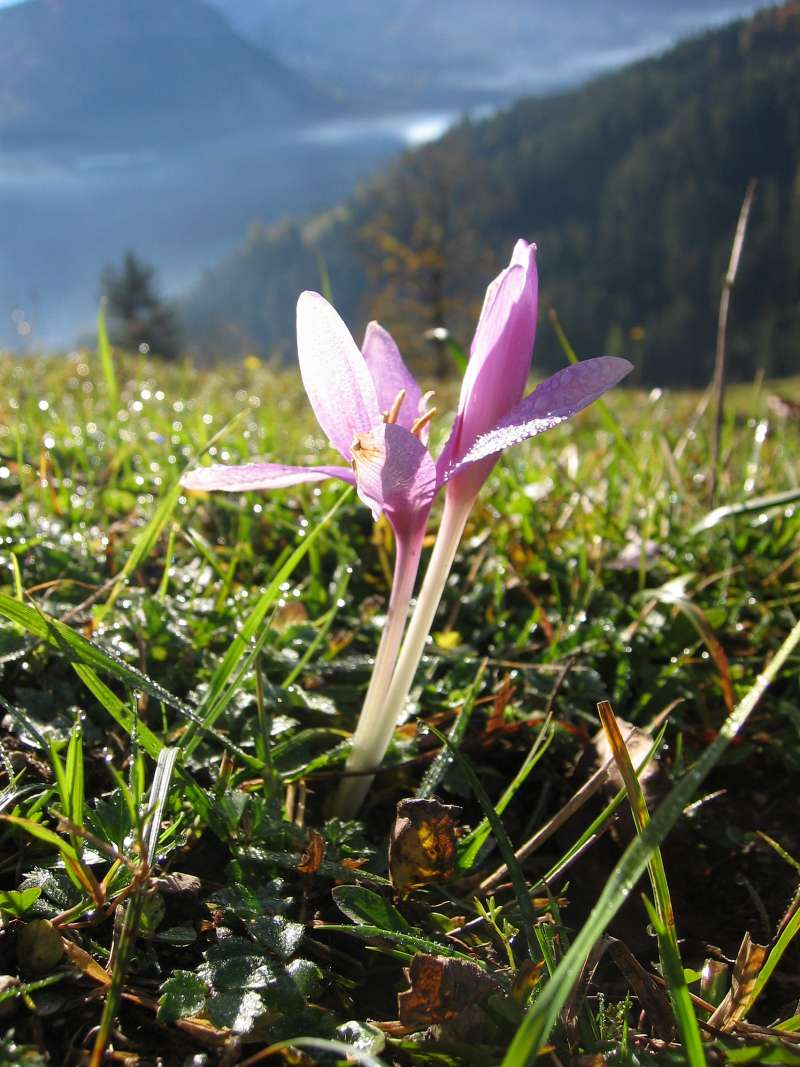
Colchicum autumnale

A opinião mais prevalente, baseada na sitografia exegética, é de que a flor seria Pancratium maritimum, já que a planície de Sarom é costeira. Ela floresce no final do verão, logo acima da marca da maré alta. O nome hebraico moderno para esta flor é חבצלת ou חבצלת החוף (ḥăḇaṣṣeleṯ ou ḥăḇaṣṣeleṯ haḥōf, lírio costeiro). Alguns identificam esta flor com a "rosa de Sarom" mencionada no Cântico dos Cânticos, mas nem todos os estudiosos aceitam isso.
Muitos seguem o indicativo de que seria uma planta com uma raiz bulbosa, conforme a etimologia do termo hebraico sugere. Também é frequente a identificação com Narcissus tazetta. Outras sugestões incluem Tulipa montana, Anemone coronaria, Colchicum autumnale, Anemone fulgens e Corchorus olitorius. Lineu e Pratt (1851) afirmaram que era um tipo de Cistus. André Chouraqui afirmou que seria o amarílis. Richard Hess e Guido Ceronetti identificam-na como asfódelo.
A planta comumente chamada hoje de "rosa-de-sarom" (Hibiscus syriacus) é nativa da Ásia Oriental, não da Síria, e como não havia comércio com o Extremo Oriente nos tempos bíblicos ela não possui conexão com a flor citada no Cântico dos Cânticos.
A Nova Versão Internacional, que deixa a tradução como "flor", indica que poderia ser ou narciso, ou a tulipa. A Nova Versão Padrão Revisada identifica a flor como sendo um crócus, o que também é opinião de Michael Zohary, Adele Berlin, Hugh J. Schonfield e Marvin Pope. A Tradução Ecumênica da Bíblia considera a possibilidade de se tratar também do crócus ao invés do narciso. Mais literalmente, seria a espécie açafrão-do-prado, conforme recomendam a NTE, NJPS e NVI.
Gianfranco Ravasi considera que o termo estaria se referindo a uma flor comum do campo, possivelmente uma anêmona ou íris, e que seria tão abundante que poderia ser chamada inclusive de "grama" ou "erva" em outros trechos bíblicos. Dianne Bergant afirma que é o narciso, mas pondera que provavelmente em ambos os versículos o termo hebraico estaria se referindo a flores de maneira genérica, não sendo justificadas identificações botânicas precisas.
Os botânicos Ephraim Ha-Reubeni e Alma e Harold Moldenke afirmam que seria Tulipa montana, que na opinião deles também seria a mesma "rosa em dia de primavera" referida no Eclesiástico 50:8.
Davy Bogomoletz afirma que existe uma flor negra da família das tulipas que cresce especificamente em uma região de vale na planície de Sarom.